# SN 2006ku
SN 2006ku – supernowa typu Ia odkryta 13 października 2006 roku w galaktyce A233813+0114. W momencie odkrycia miała maksymalną jasność 22,50m.